# Liste der Kulturgüter in Niedergösgen
Die Liste der Kulturgüter in Niedergösgen enthält alle Objekte in der Gemeinde Niedergösgen im Kanton Solothurn, die gemäss der Haager Konvention zum Schutz von Kulturgut bei bewaffneten Konflikten, dem Bundesgesetz vom 20. Juni 2014 über den Schutz der Kulturgüter bei bewaffneten Konflikten sowie der Verordnung vom 29. Oktober 2014 über den Schutz der Kulturgüter bei bewaffneten Konflikten unter Schutz stehen.
Objekte der Kategorien A und B sind vollständig in der Liste enthalten, Objekte der Kategorie C fehlen zurzeit (Stand: 1. Januar 2023).

## Kulturgüter
| Foto | | Objekt                                                                                           | Kat. | Typ | Standort                             | Beschreibung |
| ---- | --- | ------------------------------------------------------------------------------------------------ | ---- | --- | ------------------------------------ | ------------ |
| ja   | Datei hochladen · Wikidata zu Kirche und Burgturm (ehemaliger Wehrturm der Burg Gösgen mit Kirche St. Antonius) (Q29525176) | Kirche und Burgturm (ehemaliger Wehrturm der Burg Gösgen mit Kirche St. Antonius) KGS-Nr.: 10463 | A    | G   | Schlossrainstrasse 9 641783 / 247024 |              |
| BW   | Datei hochladen · Wikidata zu Ehemalige Mühle (Q29881078)                                                                   | Ehemalige Mühle KGS-Nr.: 11208                                                                   | B    | G   | Mühleweg 6 640451 / 246477           |              |
| BW   | Datei hochladen · Wikidata zu Alte Papiermühle (Q29881076)                                                                  | Alte Papiermühle KGS-Nr.: 11209                                                                  | B    | G   | Mühledorfstrasse 61 640172 / 246547  |              |